# 7504 Kawakita
7504 Kawakita eller 1997 AF1 är en asteroid i huvudbältet som upptäcktes den 2 januari 1997 av den japanska astronomen Takao Kobayashi vid Ōizumi-observatoriet. Den är uppkallad efter Hideyo Kawakita.
Asteroiden har en diameter på ungefär 10 kilometer och den tillhör asteroidgruppen Ashkova.